# Ананије Новгородски
Ананија Новгородски († 1581) је светитељ Руске православне цркве и иконописац у манастиру Антонијев Новгород.
Према предању, Ананија је насликао „дивне иконе многих светих чудотвораца“ и тако строго испунио свој монашки завет да 33 године није излазио из ограде православног манастира.
Ананија је умро 17. јуна 1581. године, када се празнује његов спомен. Сахрањен је у Антонијевом манастиру, мошти му почивају под криптом.